# Neoblattella longior
Neoblattella longior är en kackerlacksart som beskrevs av Morgan Hebard 1926. Neoblattella longior ingår i släktet Neoblattella och familjen småkackerlackor. Inga underarter finns listade i Catalogue of Life.